# Аль-Мустаршид Біллах
Абу́ Мансу́р аль-Фадль аль-Мустарши́д Білла́х (араб. أبو منصور المسترشد بالله) — Багдадський халіф із династії Аббасидів, що правив з 1118 по 1135 рік.

## Життєпис
Халіф аль-Мустаршид народився 1092 року (485 р. г.). Він був сином халіфа аль-Мустазхіра і невільниці. Після смерті аль-Мустазхіра в 1118 році він успадковував трон у віці 27 років. Халіф аль-Мустаршид був доброчесною і освіченою людиною. 1122 року підтримав повстання проти султана Махмуда II, проте зазнав поразки.
У 1135 році між халіфом і сельджуцьким султаном Масудом відбулися військові зіткнення, в результаті чого аль-Мустаршид зазнав поразки, був полонений і висланий в одну з фортець Хамадана. Дядько Масуда, султан Санджар, попросив його звільнити аль-Мустаршида і публічно вибачитися. Масуд погодився виконати прохання дядька і тоді султан Санджар послав до халіфа своїх представників і солдатів для того, щоб ті повідомили йому про примирення. Серед солдатів була група асасинів-батінітів, яка проникла до намету халіфа. Коли охорона дізналася про це, халіф і кілька його наближених були вбиті, але солдатам вдалося перебити всіх вбивць.
Наступним халіфом після аль-Мустаршіда став його син ар-Рашид.